# Blutrote Gladiole
Die Blutrote Gladiole (Gladiolus cruentus) ist eine Pflanzenart aus der Gattung der Gladiolen (Gladiolus) in der Familie der Schwertliliengewächse (Iridaceae). Sie ist eine der Elternarten der Garten-Gladiole (Gladiolus × hortulanus).

## Merkmale
Die Blutrote Gladiole ist eine ausdauernde krautige Pflanze, die Wuchshöhen von 30 bis 90 Zentimeter erreicht. Als Überdauerungsorgane bildet dieser Geophyt Knollen. Der Stängel ist unzweigt. Die vier bis fünf Laubblätter sind einfach und parallelnervig. Der Blattrand ist glatt.
In einem Blütenstand stehen drei bis zehn Blüten zusammen. Die zwittrige Blüte ist dreizählig. Die fast gleichgestalteten Blütenhüllblätter sind scharlachrot. Die Blütenröhre ist ein wenig gebogen, innen blassgelb und rotfleckig. Die ausgebreiteten Perigonzipfel sind 30 bis 50 Millimeter lang und 18 bis 30 Millimeter breit; die unteren sind weiß gezeichnet.
Die Blütezeit reicht vermutlich von Juni bis Juli. Es werden Kapselfrüchte gebildet.

## Vorkommen
Die Blutrote Gladiole kommt in KwaZulu-Natal und an den Drakensbergen in Lesotho vor.

## Nutzung
Die Blutrote Gladiole wird selten als Zierpflanze genutzt.